# Tantum ergo, WAB 43
Le Tantum ergo, WAB 43, est la deuxième mise en musique de l'hymne Tantum ergo composée par Anton Bruckner vers 1845.

## Historique
Bruckner a composé ce motet en automne 1845, à la fin de son séjour à Kronstorf ou en 1846, au début de son séjour à l'Abbaye de Saint-Florian. Le manuscrit original, sur lequel figure aussi le choral Dir, Herr, dir will ich mich ergeben, est archivé à l'Abbaye. Deux autres exemplaires du manuscrit sont archivés à l'Österreichische Nationalbibliothek.
Le motet a d'abord été publié dans le Volume II/2, pp. 116-118 de la biographie Göllerich/Auer. L'œuvre est éditée dans le Volume XXI/8 de la Bruckner Gesamtausgabe.

## Musique
L'œuvre de 36 mesures en la majeur est conçue pour chœur mixte et orgue.
Joseph Anton Pfeiffer, organiste de Abbaye de Seitenstetten, à qui Bruckner avait donné la composition pour une analyse critique, qualifia Bruckner de ächtes musikalisches Genie ("véritable génie musical").

## Discographie
Il y a trois enregistrements de ce deuxième Tantum ergo :
- Jonathan Brown, Chœur de l'Abbaye d'Ealing,  Anton Bruckner: Sacred Motets – CD : Herald HAVPCD 213, 1997 (exécuté a cappella)
- Thomas Kerbl, Chorvereinigung Bruckner 09, Anton Bruckner Chöre/Klaviermusik – CD : LIVA 034 (première strophe uniquement)
- Sigvards Klava, Latvian Radio Choir, Bruckner: Latin Motets, 2019 – CD Ondine OD 1362 (première strophe uniquement)

## Sources
- August Göllerich, Anton Bruckner. Ein Lebens- und Schaffens-Bild, vers 1922 – édition posthume par Max Auer, G. Bosse, Ratisbonne, 1932
- Anton Bruckner – Sämtliche Werke, Band XXI: Kleine Kirchenmusikwerke, Musikwissenschaftlicher Verlag der Internationalen Bruckner-Gesellschaft, Hans Bauernfeind et Leopold Nowak (Éditeurs), Vienne, 1984/2001
- Cornelis van Zwol, Anton Bruckner 1824-1896 – Leven en werken, uitg. Thot, Bussum, Pays-Bas, 2012.  (ISBN 978-90-6868-590-9)